# История упадка и разрушения Римской империи
«История упадка и разрушения (варианты: падения, крушения) Римской империи» (англ. The History of the Decline and Fall of the Roman Empire) — труд британского историка Эдварда Гиббона, в котором рассматривается история западной цивилизации от начала расцвета Римской империи с приходом к власти династии Антонинов до конца XVI века с рассмотрением также арабских и монгольских завоеваний, то есть период 98—1590 годов. Переводилось на многие европейские языки и издано во многих странах мира.
Работа включала в себя шесть томов: первый был опубликован в 1776 году, второй и третий — в 1781 году, четвёртый, пятый и шестой — в 1788—1789 годах. Первоначально тома, согласно традициям того времени, выпускались в формате In-quarto. Благодаря своей относительной объективности и обширному использованию первичных источников, что было необычно для того времени, методология автора стала, как считается, образцом для последующих историков, а самого Гиббона благодаря этому труду называют первым «современным историком Древнего Рима».
Как отмечает проф. И. Ю. Ващева: «Сочинение Гиббона, появившееся накануне Французской революции, имело ошеломляющий успех. Это был, по сути, первый исторический труд, не просто собирающий факты, но дающий определенную интерпретацию и объяснение исторического процесса. При этом сам процесс был прослежен на огромном временном отрезке и в рамках почти всей Европы (или даже более того)».
Автор начал свою работу над данным трудом осенью 1772 г., а завершил 27 июня 1787 г. За рубежом работа издаётся в основном в 70 — 90-х гг. XVIII в., начале и середине XIX в., на рубеже XIX—XX вв., во второй половине XX — начале XXI вв.
Как отмечают, Э. Гиббон считал распространение христианства одной из непосредственных причин падения Римской империи.

## Издание в России
Первый сокращённый русский перевод «Истории упадка и разрушения Римской империи» Э. Гиббона относится к 1824 году. Полный русский перевод фундаментального труда Э. Гиббона впервые осуществлен был профессором В. Н. Неведомским с английского издания 1877 года и опубликован в Москве в 1883—1886 годах в 7 частях. В 1997—2000 годах Санкт-Петербургское отделение издательства «Наука» РАН совместно с московским издательством «Ювента» выпустило исправленное и дополненное переиздание этого перевода, в новой орфографии, сохранив, однако, при этом старые комментарии. В 1997 и 2008 годах издательский дом «Терра» также переиздал дореволюционный перевод В. Н. Неведомского в 7-ми томах, но под заголовком «Закат и падение Римской империи».